# جنكيز دمير
جنكيز دمير (بالتركية: Cengiz Demir)‏ هو لاعب كرة قدم تركي، ولد في 18 أبريل 2001 في عنتاب في تركيا. لعب مع أنطاليا سبور.

## وصلات خارجية
- جنكيز دمير على موقع اتحاد تركيا (لاعب) (الإنجليزية)
- جنكيز دمير على موقع قاعدة بيانات كرة القدم.إي يو (الإنجليزية)
- جنكيز دمير على موقع Soccerway.com (الإنجليزية)